# Pluto får vårkänslor
Pluto får vårkänslor (engelska: Springtime for Pluto) är en amerikansk animerad kortfilm med Pluto från 1944.

## Handling
Pluto njuter av våren som precis har kommit; han får bland annat se en larv bli till en fjäril. Men det dröjer inte längre förrän naturen helt plötsligt gör livet surt för Pluto, vilket gör att han tappar vårkänslorna.

## Om filmen
Filmen är den första Disney-film som regisserades av animatören Charles August Nichols.
Filmen hade svensk premiär den 10 april 1945 på biografen Spegeln i Stockholm.

## Rollista
- Pinto Colvig – Pluto[7]